# 카인선현

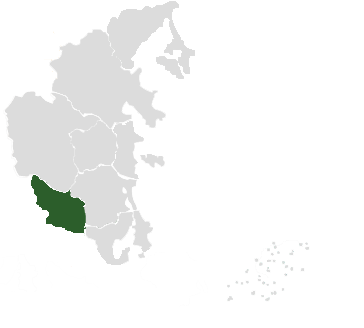

카인선현(베트남어: Huyện Khánh Sơn / 縣慶山)은 베트남 중남부 해안 지방에 있는 카인호아성의 현이다. 현도는 또합 시진에 있다.

## 행정 구역
카인선현은 1시진, 7사를 관할한다.

### 시진
- 또합 시진 (Thị trấn Tô Hạp, 蘇合市鎭)

### 사
- 바꿈박 사 (Xã Ba Cụm Bắc, 巴椹北社)
- 바꿈남 사 (Xã Ba Cụm Nam, 巴椹南社)
- 선빈 사 (Xã Sơn Bình, 山平社)
- 선히엡 사 (Xã Sơn Hiệp, 山協社)
- 선럼 사 (Xã Sơn Lâm, 山林社)
- 선쭝 사 (Xã Sơn Trung, 山中社)
- 타인선 사 (Xã Thành Sơn, 成山社)